# 迁州 (西魏)
迁州，中国南北朝时设置的州。
西魏恭帝三年（556年）西魏置迁州，治所在临清郡石鼓县（今四川宣汉县西南东林乡）。辖境相当今四川省宣汉县南部之地。下辖石鼓县、临清县。北周废除迁州，临清郡改属通州，隋文帝开皇三年（583年），废除临清郡，石鼓县、临清县直属通州。